# Diagrama de Pareto

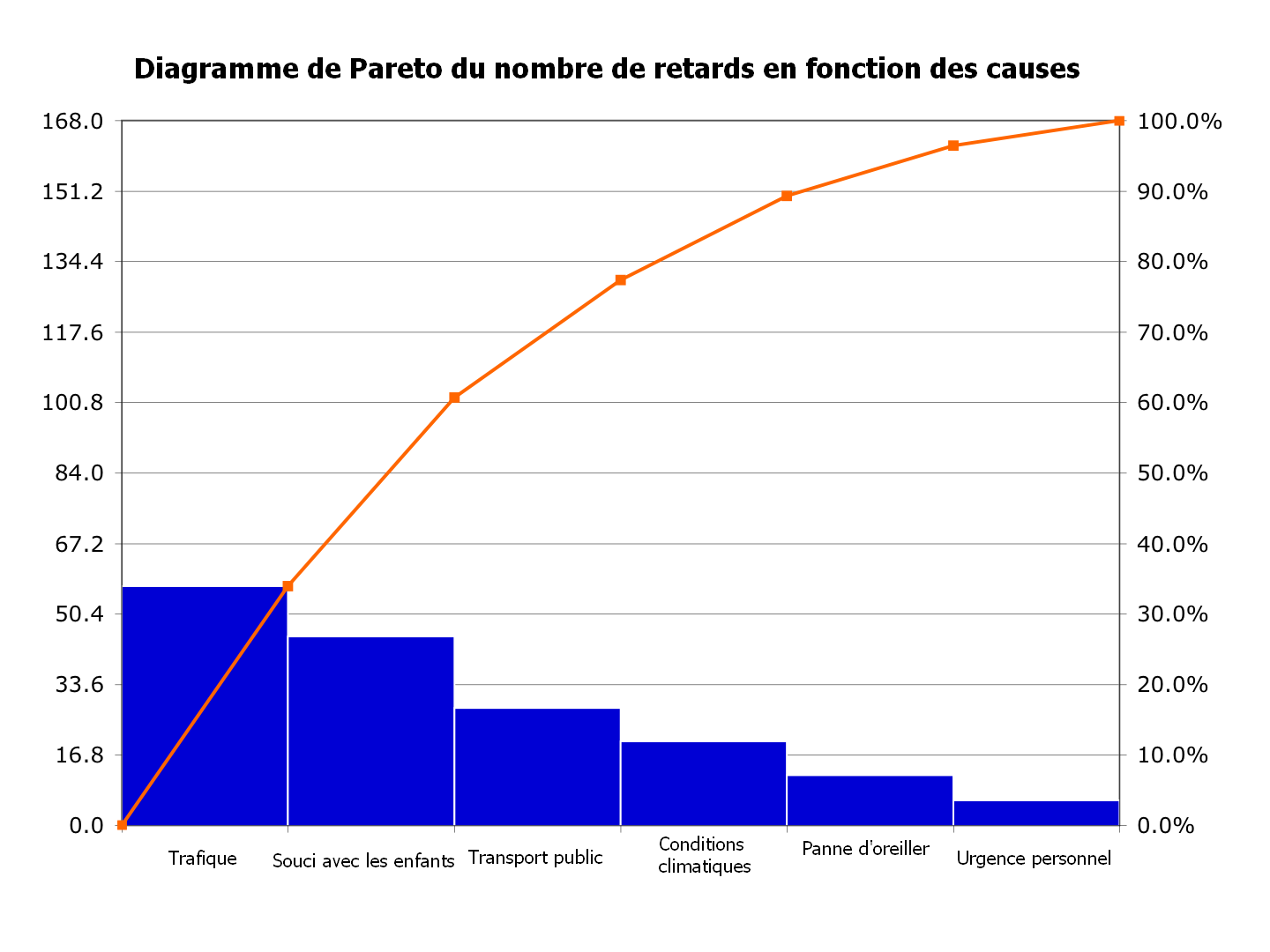
Exemple de diagrama de Pareto

Un diagrama de Pareto, també conegut com corba 80-20 o distribució A_B-C és una de les tècniques usades tant per l'administració pública com per l'empresa privada com a eina de gestió de la qualitat que permet establir prioritats. Forma part de les conegudes com a "set eines d'Ishikawa".
Es basa en les observacions fetes pel matemàtic italià Vilfredo Pareto.
El diagrama permet mostrar gràficament el principi de Pareto, que assegura que hi ha pocs problemes vitals i molts de trivials, o sigui que hi ha molts problemes sense importància enfront uns quants de greus. Mitjançant la gràfica col·loquem els poc vitals a l'esquerra i els molt trivials a la dreta. El diagrama facilita l'estudi comparatiu de nombrosos processos dins de l'administració pública, les empreses o les indústries, així com fenòmens socials o naturals, com es pot veure en el diagrama d'exemple d'aquest article.
El diagrama de Pareto, permet detectar errors greus i ajuda a identificar els aspectes prioritaris que s'han de millorar i també permet aconseguir un major nivell de millorar amb un esforç mínim atès que concentra la seva atenció en els pocs elements (la tècnica parla del 20%) que ocasionen un 80% dels incidents.